# Canal Abra
El canal Abra  es uno de los canales fueguinos que separa la isla Desolación de la isla Santa Inés en la región austral de Chile uniendo las aguas del estrecho de Magallanes con las del océano Pacífico a través del  seno Dynevor y bahía Otway.
Administrativamente pertenece a la Región de Magallanes y Antártica Chilena, provincia de Magallanes, comuna de Punta Arenas.
Desde hace aproximadamente 6000 años hasta mitad del siglo XX sus costas fueron habitadas por el pueblo kawésqar. A comienzos del siglo XXI este pueblo había sido prácticamente extinguido por la acción del hombre blanco.

## Recorrido
Desde su entrada oriental que se abre en la ribera sur del estrecho de Magallanes corre por una 10 millas en dirección SO para luego dirigirse por unas 20 millas en dirección oeste hasta llegar al seno Dynevor y a la bahía Otway que lo comunica con el océano Pacífico. 
Su ribera norte está formada por la parte sur de la isla Desolación y la ribera sur la forman las costas norte de la isla Santa Inés y de las islas Rice Trevor.

## Historia
Desde hace unos 6000 años sus aguas eran recorridas por el pueblo kawésqar, nómades canoeros, recolectores marinos. Esto duró hasta mediados del siglo XX en que prácticamente ya habían sido extinguidos por la acción del hombre blanco.
A fines del siglo XVIII, a partir del año 1788 comenzaron a llegar a la zona los balleneros, los loberos y cazadores de focas ingleses y estadounidenses y finalmente los chilotes.
En diciembre de 1829 durante la expedición inglesa del comandante Phillip Parker King, el HMS Beagle bajo el mando del comandante Robert Fitz Roy exploró y levantó parte de la costa de la bahía Otway, visualizó que podía haber comunicación con el estrecho de Magallanes y por falta de tiempo no exploró el canal.

## Economía
A comienzos del siglo XXI empresas pesqueras ubicadas en Punta Arenas extraían caracol Piquilhue en las costas del canal.